# Giovanni Battista Marmi
Giovanni Battista Marmi (1659 em Toscana - 1688) foi um pintor italiano do período barroco. Inicialmente foi aprendiz com Vincenzo Dandini, então Livio Mehus, em seguida, mudou-se para Roma para se tornar um aluno do pintor Ciro Ferri e Giovanni Maria Morandi.

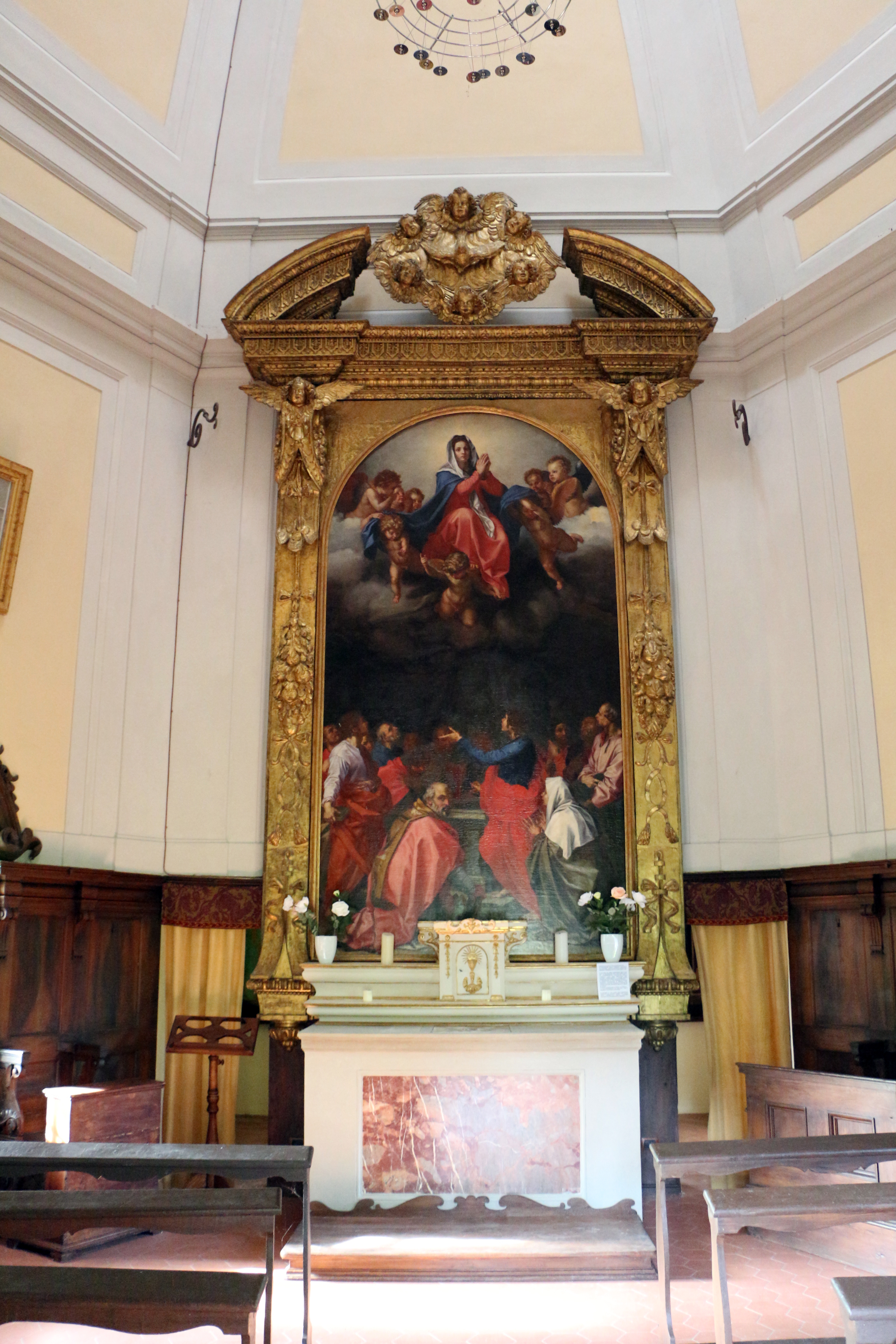
Parque Pratolino, Capela Buontalentiana, int., Cópia de Andrea del Sarto de Giovan Battista Marmi, 1650-79